# ایگیل اولسن
ایگیل اولسن (انگلیسی: Egil Olsen؛ زادهٔ ۲۲ آوریل ۱۹۴۲) بازیکن سابق و مربی فوتبال اهل نروژ است.
وی در تیم ملی فوتبال نروژ ۱۶ بازی انجام داده است و سرمربی این تیم در جام جهانی فوتبال ۱۹۹۴ و ۱۹۹۸ بوده است.